# Ataque aéreo

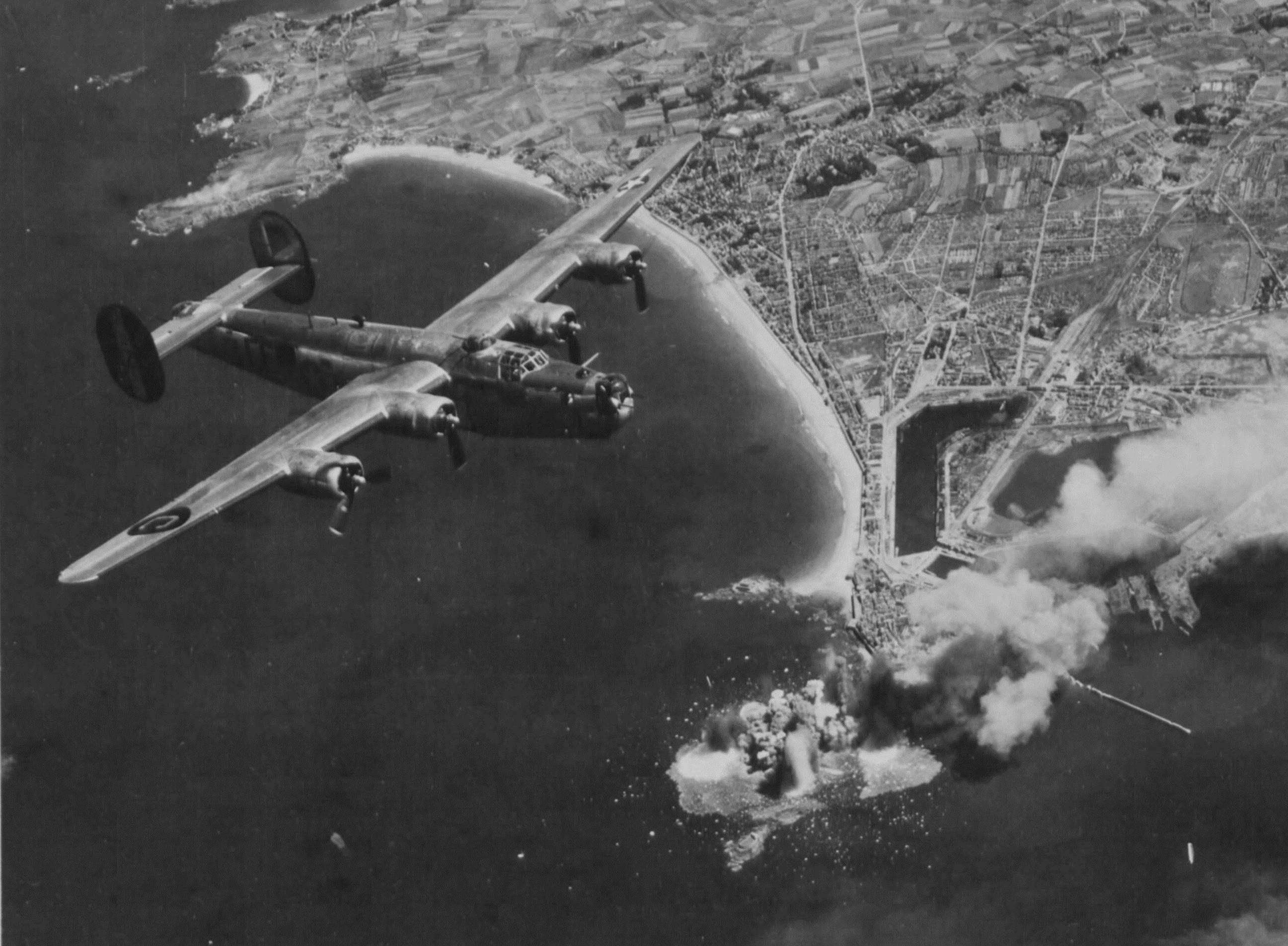
Um B-24 Liberator da Força Aérea do Exército dos Estados Unidos após um ataque aéreo em Saint-Malo, França em 1944

Um ataque aéreo ou bombardeio aéreo é uma operação ofensiva executada por aeronaves. Ataques aéreos são realizados a partir de aeronaves como dirigíveis, balões, caças, aeronaves de ataque, bombardeiros, helicópteros de ataque e drones. A definição oficial inclui todos os tipos de alvos, incluindo alvos aéreos inimigos, mas no uso popular o termo geralmente é limitado a um ataque tático (pequena escala) contra um objetivo terrestre ou naval, ao contrário de um ataque maior e mais geral, como o bombardeio de saturação. As armas utilizadas num ataque aéreo podem variar desde canhões e metralhadoras montados na aeronave, foguetes e mísseis ar-superfície, até vários tipos de bombas aéreas, bombas planadoras, mísseis de cruzeiro, mísseis balísticos e até mesmo armas de energia dirigida, como armas laser.
No apoio aéreo próximo, os ataques aéreos geralmente são controlados por observadores treinados no solo para coordenação com tropas terrestres e inteligência de maneira derivada das táticas de artilharia.

## História

### Primórdios
O primeiro ataque aéreo de grande escala ocorreu durante a Primeira Guerra Mundial em 1915, quando Londres foi bombardeada por 15 dirigíveis Zeppelin alemães à noite. Como os residentes de Londres e muitos de seus defensores estavam dormindo, um sistema de alerta sonoro para ataques aéreos fez sentido, levando à criação da sirene de defesa civil.

### Segunda Guerra Mundial

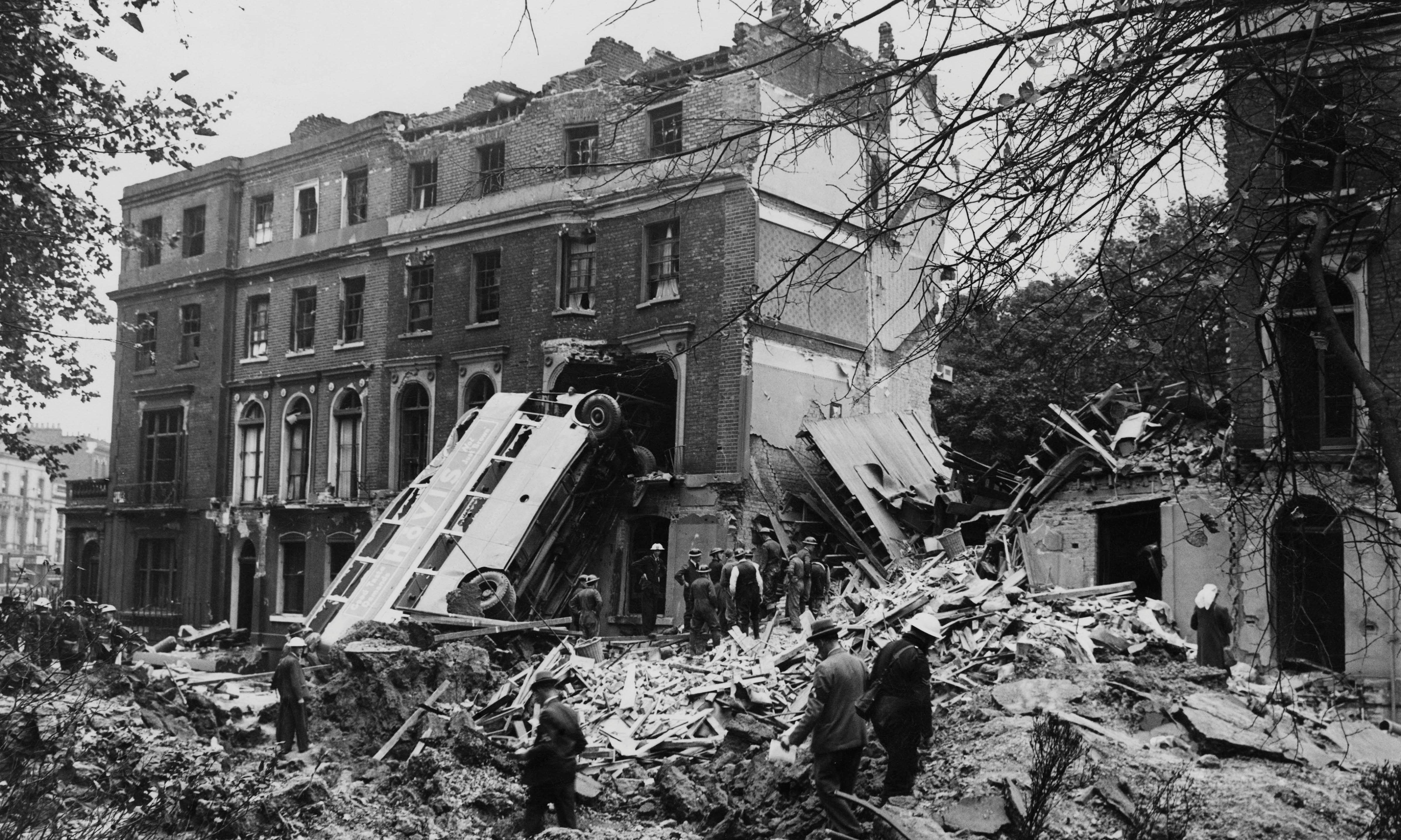
As consequências de um ataque aéreo de setembro de 1940 em Londres

Foi apenas na Segunda Guerra Mundial que o Dicionário Oxford de Inglês registrou pela primeira vez o uso do termo "air strike" (ataque aéreo), que permaneceu como duas palavras separadas por algum tempo depois. A Segunda Guerra Mundial também viu o primeiro desenvolvimento de munição guiada de precisão, que foi empregada com sucesso pelos alemães e contribuiu para o sentido moderno de "ataque" aéreo, um ataque direcionado com precisão em oposição a um ataque de metralhamento ou bombardeio de área. A importância do direcionamento de precisão não pode ser subestimada: segundo algumas estatísticas, mais de cem ataques eram necessários para destruir um alvo pontual na Segunda Guerra Mundial; na Guerra do Golfo Pérsico, a Força Aérea dos Estados Unidos conseguiu divulgar para a mídia filmagens precisas de bombas guiadas por televisão ou radar atingindo diretamente o alvo sem danos colaterais significativos (usando, por exemplo, o pod LANTIRN). Paul Fussell observou em sua obra seminal A Grande Guerra e a Memória Moderna a tendência popular do século XX de assumir que uma bomba errante atingindo uma igreja, por exemplo, era completamente deliberada e reflexo da maldade inerente do inimigo; ao longo do tempo, as expectativas de redução de danos colaterais aumentaram ao ponto de que países desenvolvidos envolvidos em guerra contra países menos avançados tecnologicamente se aproximam de zero em termos de tais danos.

### Após a Segunda Guerra Mundial

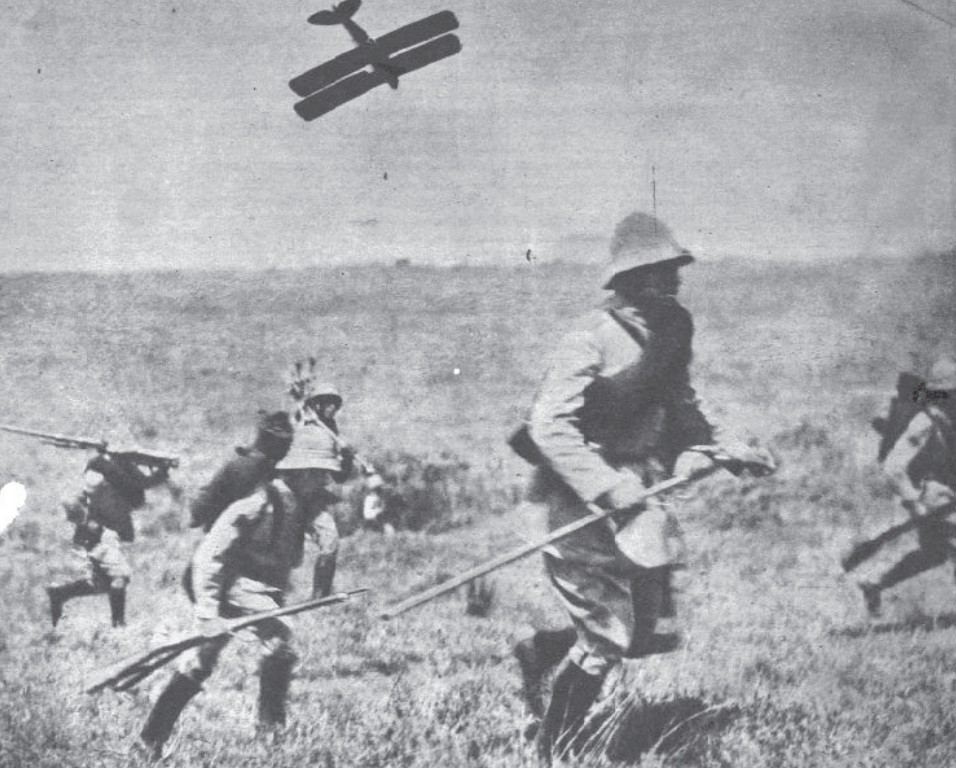
Infantaria rebelde avançando sob ataque aéreo brasileiro durante a Revolução Constitucionalista de 1932

Na Emergência Malaia dos anos 1950, bombardeiros pesados Avro Lincoln britânicos e da Commonwealth, caças de Havilland Vampire, Supermarine Spitfires, Bristol Brigands, de Havilland Mosquitos e uma série de outras aeronaves britânicas foram usadas na Malásia em operações contra guerrilheiros. No entanto, o clima úmido causou estragos na estrutura de madeira do Mosquito, e eles foram logo implantados em outros lugares. Este período também marcou a última implantação de combate dos Spitfires britânicos. Durante a Guerra do Vietnã, ataques aéreos e sua doutrina foram ajustados para se adequar aos jatos, como o North American F-100 Super Sabre, Republic F-105 Thunderchief, Douglas A-4 Skyhawk e McDonnell Douglas F-4 Phantom II, que estavam entrando nos inventários da U.S.A.F. e U.S.N. Essas aeronaves podiam voar mais rápido, carregar mais armamento e se defender melhor do que os caças F-4U Corsair e North American P-51 Mustang que lutaram durante a Guerra da Coreia, embora ao custo do P&D da própria aeronave, das armas e, mais importante para o homem no solo, combustível e tempo de permanência, embora esta situação tenha sido ligeiramente aliviada com a introdução de aeronaves como o Cessna A-37 Dragonfly, LTV A-7 Corsair II e canhoneiras Lockheed AC-130.
Hoje, a terminologia de ataque aéreo se estendeu ao conceito da aeronave de ataque, o que as gerações anteriores de aviadores militares chamavam de bombardeiros leves ou aeronaves de ataque. Com a supremacia aérea quase completa desfrutada pelas nações desenvolvidas em regiões subdesenvolvidas, os caças frequentemente podem ser modificados para adicionar capacidade de ataque de uma maneira menos praticável em gerações anteriores.

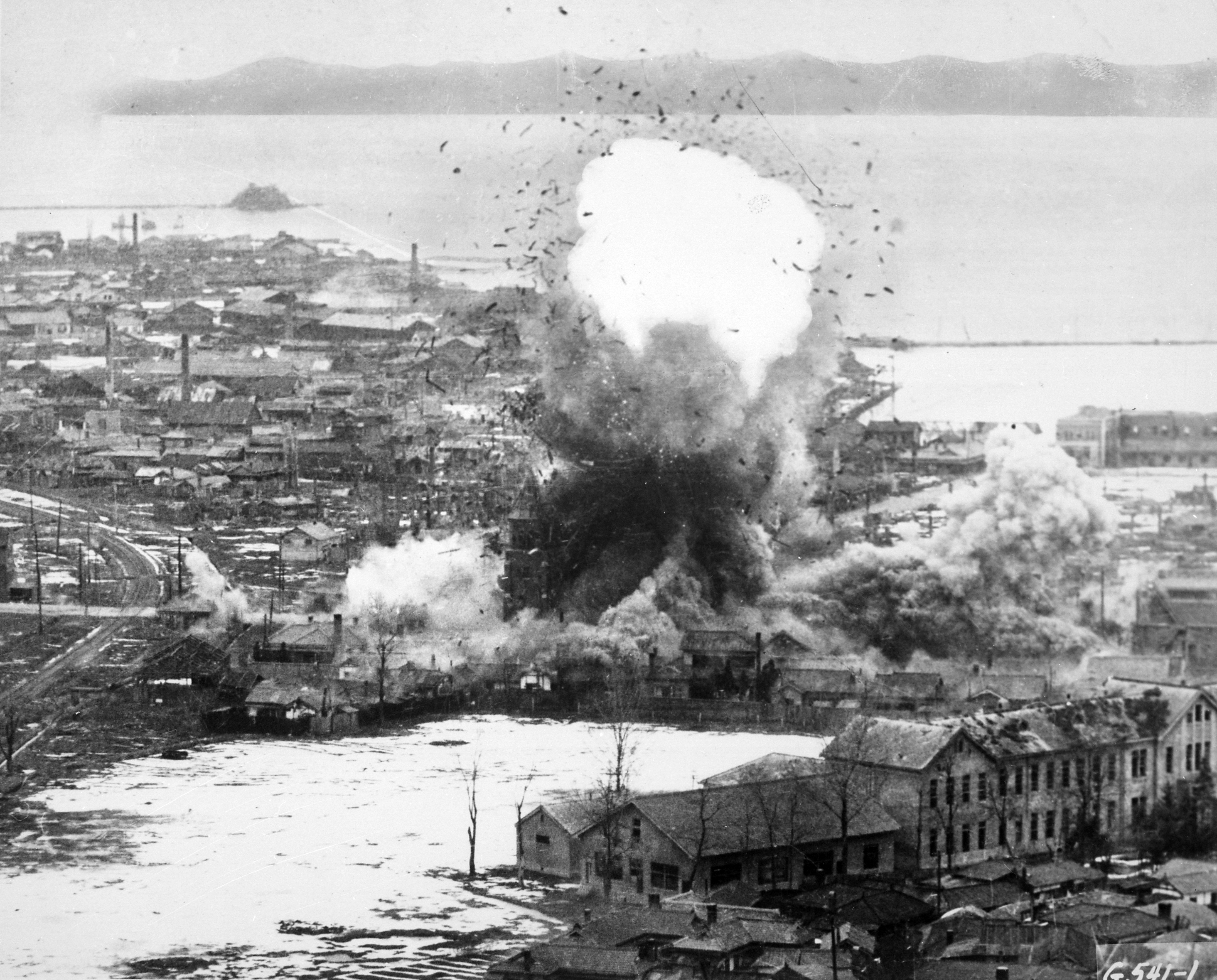
Um ataque aéreo de um A-26 Invader da Força Aérea dos Estados Unidos em armazéns em Wonsan durante a Guerra da Coreia

Ataques aéreos podem ser realizados para propósitos estratégicos fora da guerra geral. A Operação Opera foi um único ataque aéreo israelense de oito aeronaves contra o reator nuclear iraquiano Osirak, criticado pela opinião mundial mas não levando a uma eclosão geral de guerra. Tal exemplo do ataque preventivo criou novas questões para o direito internacional.
Ataques aéreos, incluindo ataques aéreos por drones, foram extensivamente usados durante a Guerra do Golfo, Guerra ao Terror, Guerra no Afeganistão, Guerra do Iraque, Primeira Guerra Civil Líbia, Guerra Civil Síria, Guerra Civil Iraquiana, Guerra Civil Iemenita, invasão russa da Ucrânia em 2022 e a guerra de Gaza.

### Mortes de não combatentes

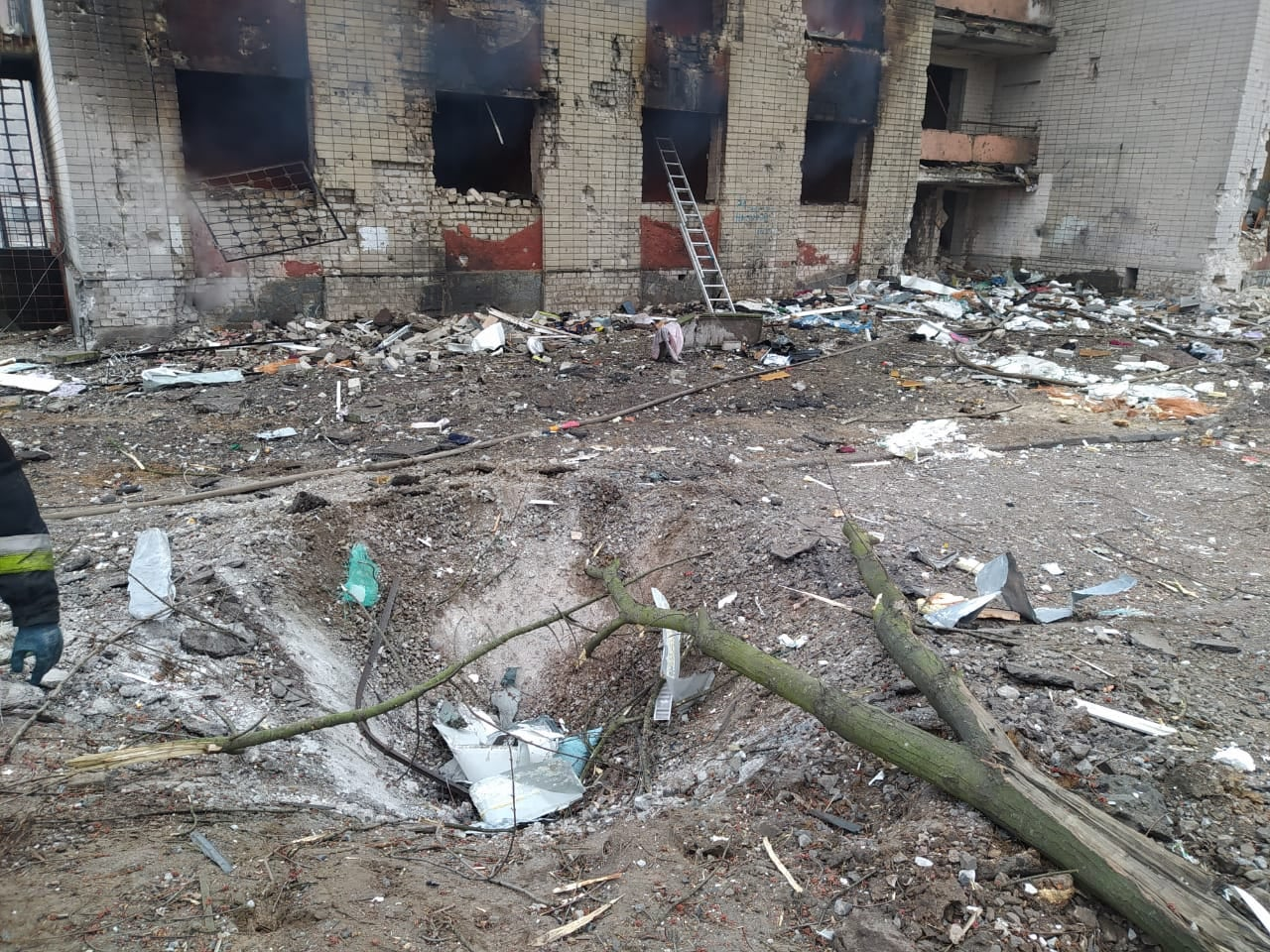
Os destroços de um prédio em Chernivtsi, Ucrânia após um ataque aéreo russo durante a invasão russa da Ucrânia, março de 2022

Campanhas de ataques aéreos frequentemente causam mortes de não combatentes, incluindo civis. O direito internacional aplica os princípios da necessidade militar, distinção e proporcionalidade. Estes princípios enfatizam que um ataque deve ser direcionado a um alvo militar legítimo e o dano causado a alvos não combatentes deve ser proporcional à vantagem obtida por tal ataque. Muitas aeronaves militares modernas carregam munição guiada de precisão, que fontes militares promovem como reduzindo mortes civis.